# Ficus orthoneura
Ficus orthoneura är en mullbärsväxtart som beskrevs av Lév. och Eugène Vaniot. Ficus orthoneura ingår i släktet fikonsläktet, och familjen mullbärsväxter. Inga underarter finns listade i Catalogue of Life.